# ديف كرانمر
ديف كرانمر (بالإنجليزية: Dave Cranmer)‏ هو لاعب كرة قدم كندية أمريكي، ولد في 18 سبتمبر 1944 في سارنيا في كندا.